# Крушиновка
Крушиновка (укр. Крушинівка) — село на Украине, находится в Бершадском районе Винницкой области.
Код КОАТУУ — 0520483006. Население по переписи 2001 года составляет 1202 человека. Почтовый индекс — 24423. Телефонный код — 4352.
Занимает площадь 23,2 км².

## Адрес местного совета
24422, Винницкая область, Бершадский р-н, с. Маньковка, ул. Ленина, 2а